# Хиршхорн (Некар)
Хиршхорн (њем. Hirschhorn) град је у њемачкој савезној држави Хесен. Једно је од 22 општинска средишта округа Бергштрасе. Према процјени из 2010. у граду је живјело 3.632 становника. Посједује регионалну шифру (AGS) 6431012.

## Географски и демографски подаци
Хиршхорн се налази у савезној држави Хесен у округу Бергштрасе. Град се налази на надморској висини од 165 метара. Површина општине износи 30,9 km². У самом граду је, према процјени из 2010. године, живјело 3.632 становника. Просјечна густина становништва износи 118 становника/km².

## Међународна сарадња
| Мјесто      | Држава    | Врста сарадње | Од    |
| ----------- | --------- | ------------- | ----- |
| Шато Ландон | Француска | партнерство   | 1981. |
| Извор       |           |               |       |